# Challenger Casablanca San Ángel 2005
Il Challenger Casablanca San Ángel 2005 è stato un torneo di tennis facente parte della categoria ATP Challenger Series nell'ambito dell'ATP Challenger Series 2005. Il torneo si è giocato a Città del Messico in Messico dal 4 al 10 aprile 2005 su campi in terra rossa.

## Vincitori

### Singolare
Florent Serra ha battuto in finale  Flávio Saretta con il punteggio di 6–1, 6–4

### Doppio
Lukáš Dlouhý /  Pavel Šnobel hanno battuto in finale  Marcos Daniel /  Flávio Saretta con il punteggio di 5–7, 6–4, 6–3